# Surplus (tijdschrift)
Surplus was een Nederlands feministisch-literair tijdschrift opgericht in 1986 door Ankie Peypers en anderen. Het eerste nummer werd overhandigd aan Doeschka Meijsing in de Balie in Amsterdam. Het tweemaandelijks tijdschrift werd door An Dekker uitgegeven van 1987 tot 2002.
Tot de redactie behoorden onder meer Lucie Th. Vermij, Annelies Passchier, Ingrid Baal,  Christiane Kuby, Ida Boelhouwer, Marianne Peereboom, Margriet Prinssen.
Het literaire tijdschrift organiseerde onder andere lezingen met Perdu, bijvoorbeeld over de Italiaanse schrijfster Natalia Ginzburg.